# Tetragnatha cochinensis
Tetragnatha cochinensis là một loài nhện trong họ Tetragnathidae.
Loài này thuộc chi Tetragnatha. Tetragnatha cochinensis được miêu tả năm 1921 bởi Gravely.